# Diplomystes chilensis
Diplomystes chilensis es una especie de pez de la familia Diplomystidae en el orden de los Siluriformes.

## Morfología
Los machos pueden alcanzar los 23 cm de longitud total.

## Hábitat
Es un pez de agua dulce  y de clima subtropical.

## Distribución geográfica
Se encuentra al sur de Sudamérica: ríos cerca Valparaíso y Santiago de Chile (Chile ).